# Herwig Brunner
Herwig Brunner (* 21. April 1942 in Oberschützen) ist ein österreichischer Biochemiker. Er war von 1994 bis 2007 Leiter des Fraunhofer-Instituts für Grenzflächen- und Bioverfahrenstechnik und des Instituts für Grenzflächenverfahrenstechnik an der Universität Stuttgart. Seit 2016 ist er CEO der Peter und Traudl Engelhorn Stiftung zur Förderung der Lebenswissenschaften in Weilheim in Oberbayern.

## Leben und Wirken
Brunner studierte  Biochemie und Mikrobiologie an der Technischen Hochschule Wien. Es folgte eine Hochschulassistentenzeit an der Medizinischen Fakultät der Universität Wien. Mit der Dissertation Kontinuierliche Fermentation Antibiotika produzierender Pilzmutanten wurde er zum Dr. techn. promoviert. Von 1972 bis 1994 durchlief er mehrere Positionen bei der Firma Boehringer Mannheim unter anderem war er Forschungs- und Bereichsleiter Biotechnologie.
Von Mai 1994 bis Dezember 2007 war Brunner Leiter des Fraunhofer-Instituts für Grenzflächen- und Bioverfahrenstechnik (IGB) und in Personalunion des Instituts für Grenzflächenverfahrenstechnik (IGVT) an der Universität Stuttgart.
Von Oktober 1993 bis September 2016 war Brunner Mitglied im Vorstand und ist seit Oktober 2016 CEO der Peter und Traudl Engelhorn Stiftung. Diese kümmert sich als gemeinnützig anerkannte Stiftung bayerischen Rechts um die Förderung des wissenschaftlichen Nachwuchses in der Biotechnologie und Gentechnik (Lebenswissenschaften). 
Neben der Mitgliedschaft in verschiedenen internationalen Beiräten war er Berater des Bundesministeriums für Forschung und Technologie sowie von Oktober 2009 bis September 2012 Vorsitzender des Universitätsrats an der Universität Hohenheim.